# 阿科普格羅山
15°25′15″S 70°41′13″W / 15.42083°S 70.68694°W
阿科普格羅山（Aqup'ukru），是秘魯的山峰，位於該國東南部普諾大區，由蘭帕省的帕拉蒂亞區負責管轄，屬於安地斯山脈的一部分，海拔高度4,997米。